# Musée archéologique et ethnologique de Grenade
Le Musée archéologique et ethnologique de Grenade (en espagnol Museo Arqueológico y Etnológico de Granada) est un musée situé dans la ville espagnole de Grenade, dans la communauté autonome d'Andalousie. Fondé en 1879, il est situé actuellement dans le palais Castril (Casa de Castril), au n°41 de la Carrera del Darro. Il abrite des collections d'œuvres et d'objets préhistoriques, antiques et médiévaux retraçant l'histoire des cultures successives qui ont influencé la région.

## Histoire
Le musée est l'un des premiers fondés en Espagne avec ceux de Barcelone et de Valladolid, dans le sillage du Musée archéologique national de Madrid fondé en 1867. Dès avant cela, sa première forme d'existence remonte à 1842, sous la forme d'un Cabinet d'antiquités dépendant de la Commission des monuments de Grenade et supervisé par le célèbre peintre Manuel Gómez-Moreno González, qui se charge notamment de certains des premiers travaux visant à préserver et à étudier les vestiges de la ville médiévale musulmane de Medina Elvira.
Ce cabinet existe en tant que tel jusqu'en 1879, année où la Commission des monuments de Grenade et l'Ayuntamiento de la ville fondent le Musée archéologique provincial de Grenade, dont les fonds sont alimentés par les collections du Cabinet d'antiquités et par les autres possessions de la Commission. Le musée possède alors deux sections : "Archéologie" et "Beaux-arts". Le premier directeur du Musée est Francisco Góngora del Carpio (1879-1919), fils de l'archéologue Francisco de Góngora y Martínez. Pendant cette période et jusqu'au milieu du XXe siècle, le musée cohabite avec la Commission des monuments de Grenade ou avec la  Academia de Nuestra Santa de las Angustias. Il est promené dans plusieurs bâtiments : le Convento de Santa Cruz la Real, certains bâtiments de l'Ayuntamiento, et un bâtiment de la rue Arandas, mais aucun n'est vraiment adapté pour accueillir un musée à long terme.
En 1917, la Casa de Castril est achetée aux héritiers du célèbre orientaliste Leopoldo Eguilaz y Yanguas et accueille définitivement le musée. La maison se trouve au n°41 de la Carrera del Darro, dans l'ancien quartier arabe d'Ajsari, qui a abrité la noblesse de Grenade à partir du XVIe siècle ; c'est un ancien palais Renaissance construit en 1539 et qui a appartenu à Hernando de Zafra, secrétaire des Rois catholiques. De 1917 à 1941, le bâtiment subit d'importants travaux de restauration et de restructuration pour accueillir le musée, sous la direction de Fernando Wilhelmi Manzano. Outre les réaménagements intérieurs, un nouveau pavillon de deux étages est construit au nord du jardin pour accueillir le Musée des beaux-arts, qui est transféré en 1946 au Palais de Charles Quint, dans l'Alhambra. D'autres travaux sont menés par Francisco Prieto-Moreno Pardo entre 1955 et 1974. En 1962, le musée fait l'acquisition de la maison du peintre Rafael Latorre, attenante à la Casa de Castril, pour agrandir le musée. Durant cette période, le musée est dirigé successivement par Joaquín Villalba Bru (de 1919 à 1922), Antonio Gallego Burín (de 1922 à 1931) et Joaquina Egüaras Ibáñez (de 1931 à 1967).
Sous la direction d'Angela Mendoza Egüaras (directrice du musée de 1967 à 1988) a lieu, en 1970, une réorganisation de l'exposition permanente, qui va désormais de la Préhistoire jusqu'au Moyen Âge. En 1980 est créée une section Ethnologie qui n'a malheureusement jamais été développée, en dépit de la présence dans les collections du musée de collections de verre de Castril et de céramique grenadine de Fajalauza.
En 1984, la Junte d'Andalousie prend en charge la direction du Musée et entame un processus de rénovation et de modernisation.
En 2010, la Consejería de Cultura dépendant de la Junte réclame une étude portant sur des fissures apparues dans le bâtiment et le musée est fermé provisoirement pour rénovation.

## Collections
Les collections du musée portent sur une longue période allant de la Préhistoire à la fin du Moyen Âge. Elles comprennent des vestiges et œuvres du Paléolithique et du Néolithique découvertes dans la province de Grenade, ainsi que des objets antiques ibères, phéniciens, romains et des collections médiévales arabes.

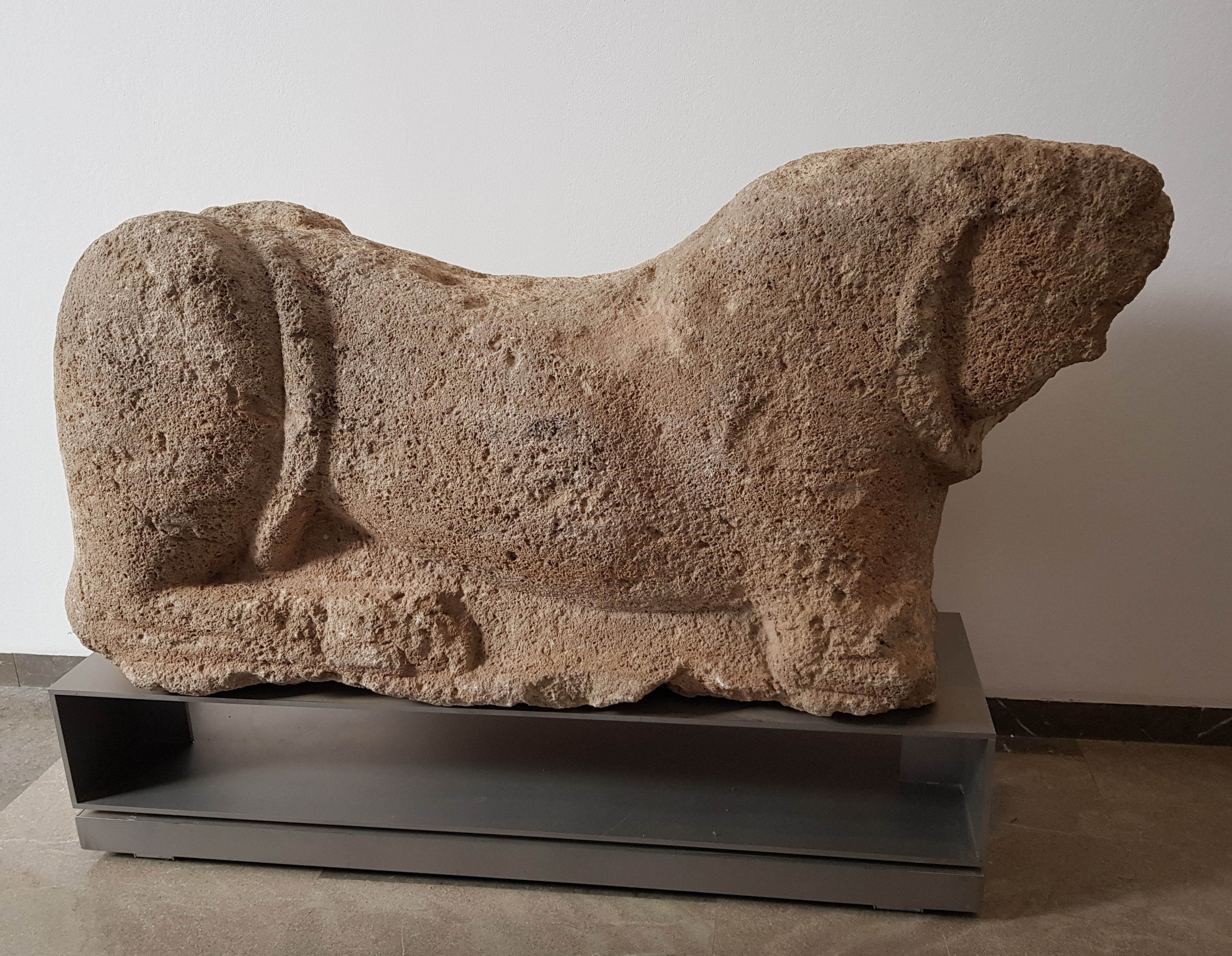
Lion ibère de Daragoleja
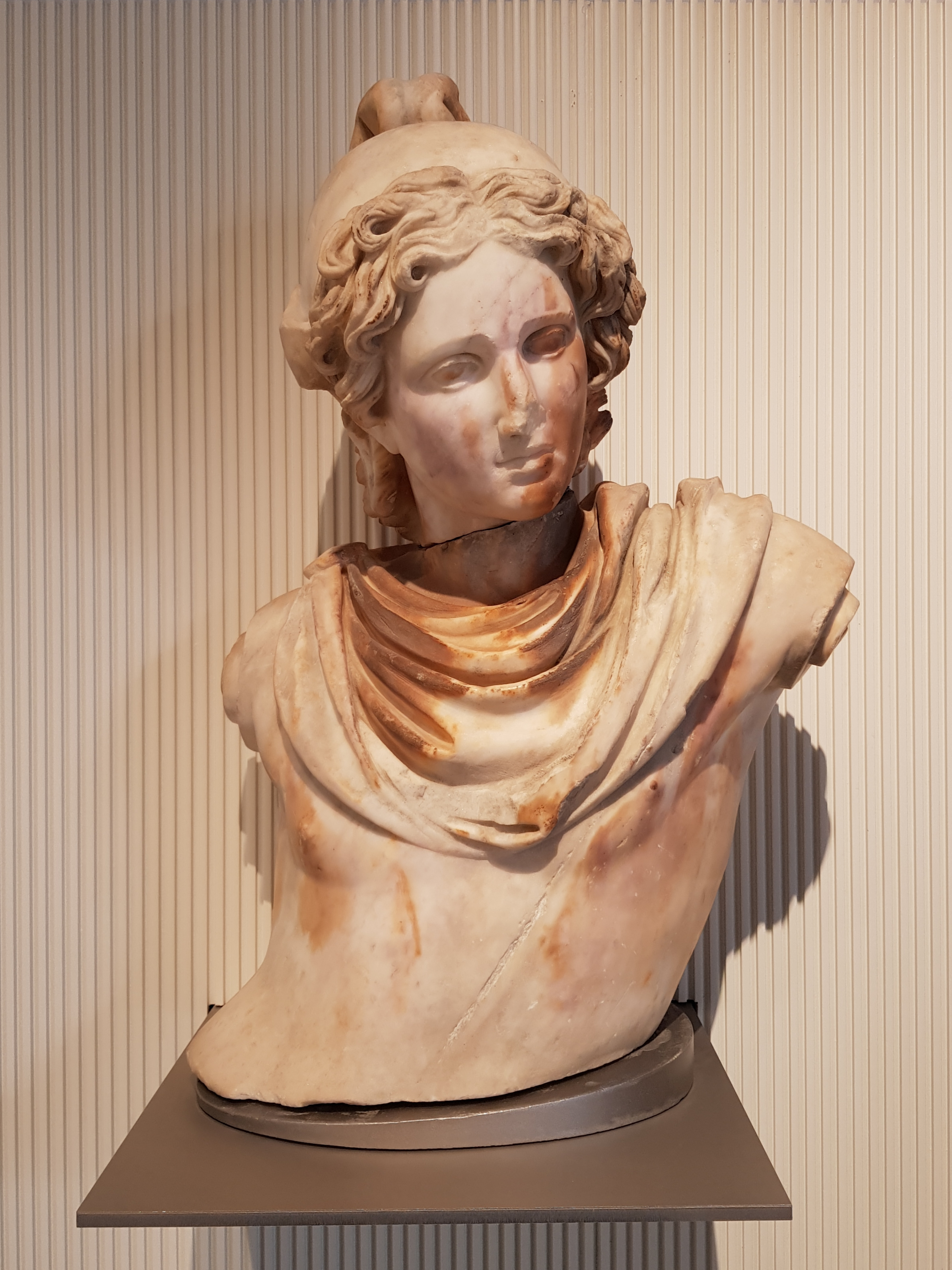
Buste de Ganymède
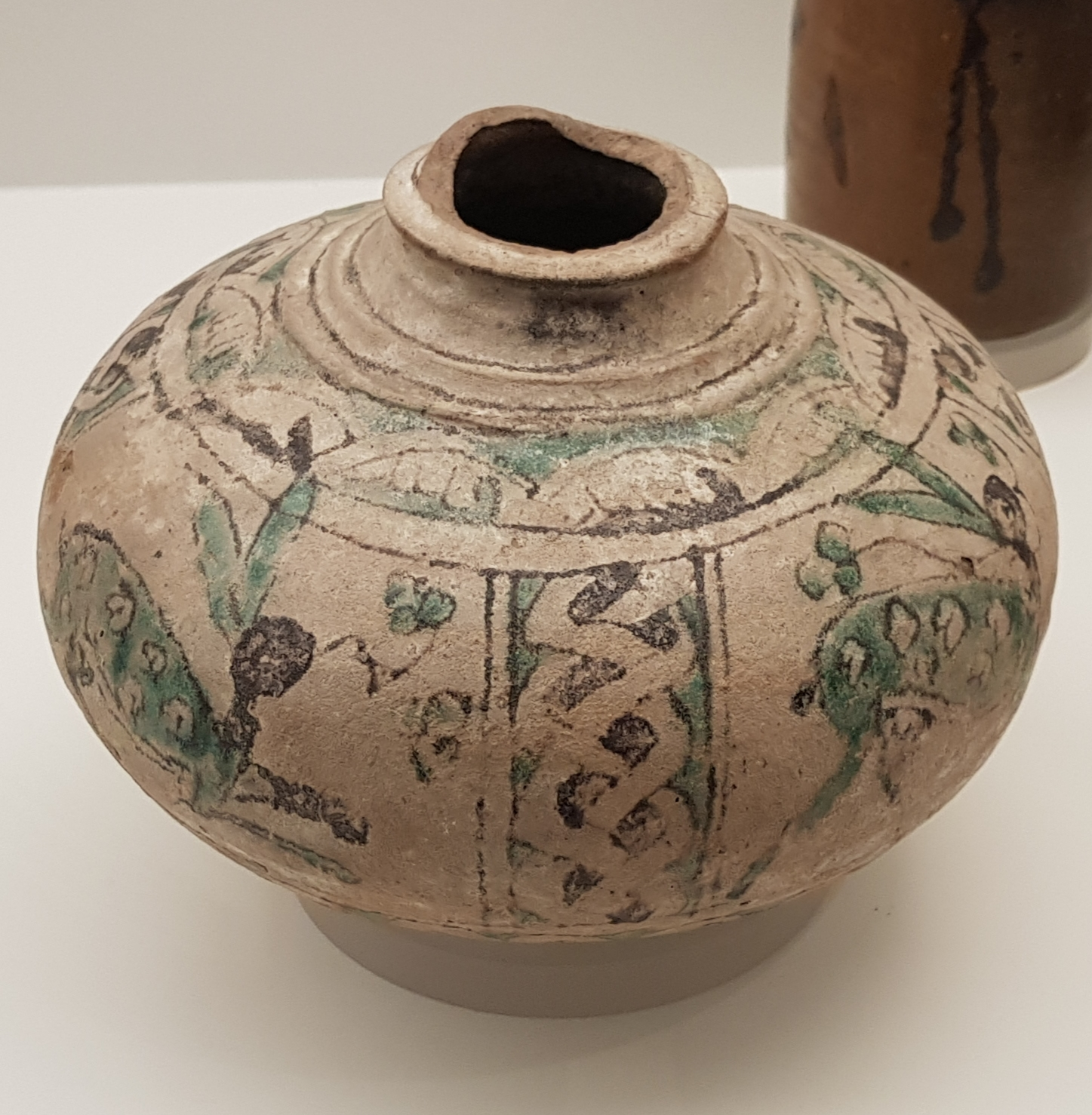
Vase aux lièvres, Medina Elvira (c. 10th century)
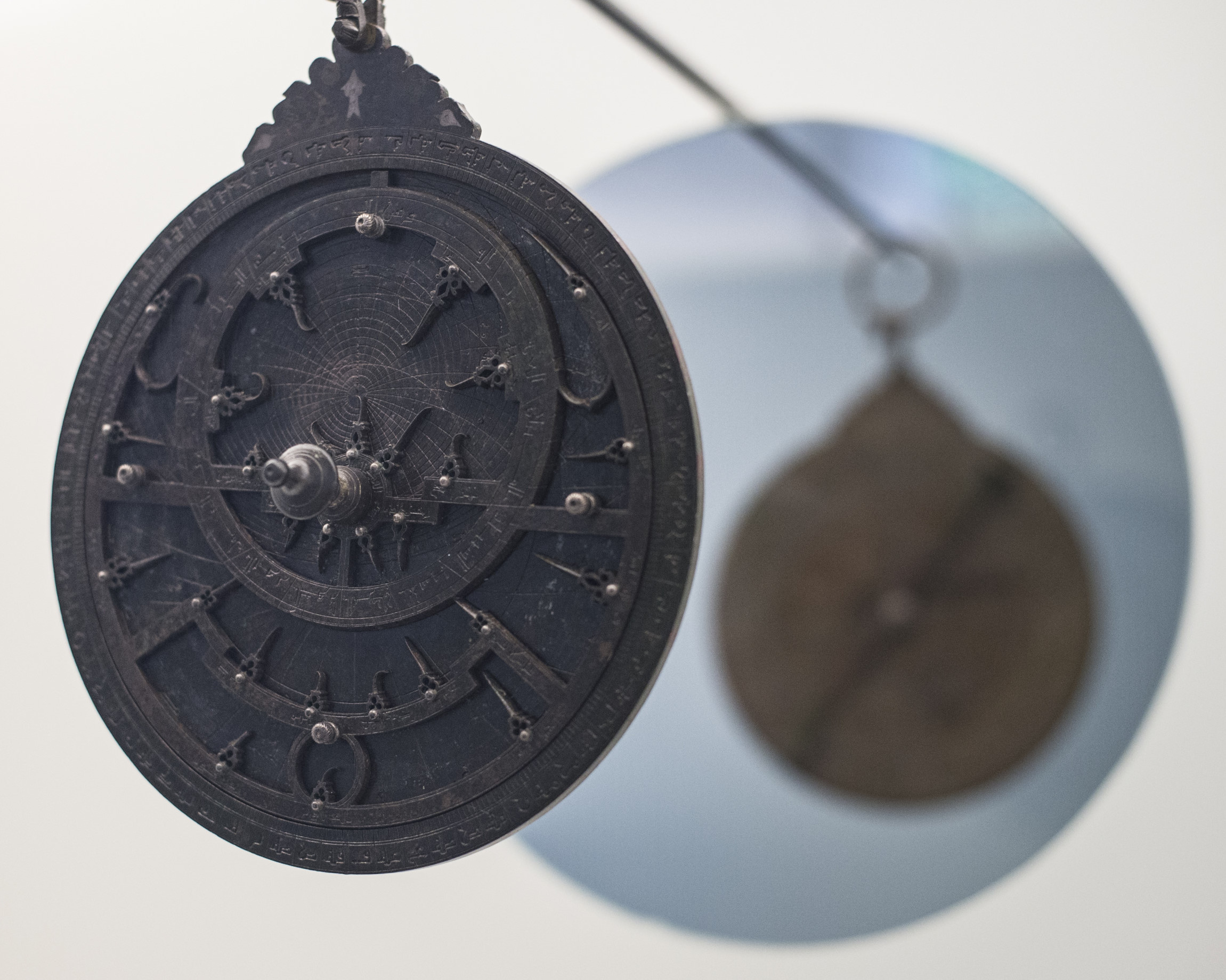
Astrolabe (15th century)